# The Latent Spark
Pour plus de détails, voir Fiche technique et Distribution.
The Latent Spark est un film muet américain réalisé par Wallace Reid et sorti en 1913.

## Fiche technique
- Titre original : The Latent Spark
- Réalisation : Wallace Reid
- Scénario :
- Photographie :
- Montage :
- Producteur :
- Société de production : American Film Manufacturing Company
- Société de distribution : Mutual Film
- Pays d'origine :  États-Unis
- Langue : film muet avec les intertitres en anglais
- Format : Noir et blanc — 35 mm — 1,33:1 — Muet
- Genre : Film dramatique
- Durée :
- Dates de sortie : 
  - États-Unis : 27 janvier 1913
  - Royaume-Uni : 26 mars 1913

## Distribution
- Edward Coxen : Ed Wilbur
- Lillian Christy : Sallie Crosby)
- Chester Withey : James Crosby
- Jack Walton : Tom Johnston